# Sierra Vista
Sierra Vista è una città della contea di Cochise, in Arizona, negli Stati Uniti. Al censimento del 2010, la popolazione della città era di 43 888 abitanti. La città fa parte dell'area metropolitana di Sierra Vista-Douglas, che aveva una popolazione di 131 346 abitanti nel 2010. Fort Huachuca, una base militare dello U.S. Army, si trova nella parte nord-ovest della città.
Sierra Vista, che in spagnolo significa "vista della catena montuosa", si trova a 75 miglia (121 km) a sud-est di Tucson e funge da principale centro commerciale, culturale e ricreativo della contea di Cochise.

## Geografia fisica
Secondo lo United States Census Bureau, ha un'area totale di 152,49 mi² (394,95 km²).

## Società

### Evoluzione demografica
Secondo il censimento del 2010, la popolazione era di 43 888 abitanti.

### Etnie e minoranze straniere
Secondo il censimento del 2010, la composizione etnica della città era formata dal 74,5% di bianchi, il 9,0% di afroamericani, l'1,1% di nativi americani, il 4,1% di asiatici, lo 0,6% di oceanici, il 5,0% di altre razze, e il 5,7% di due o più etnie. Ispanici o latinos di qualunque razza erano il 19,4% della popolazione.